# Macedonische Rijk
Het Macedonische Rijk (Grieks: Μακεδονική αυτοκρατορία), ook wel het Alexandrijnse Rijk of Griekse Rijk, is het rijk van de Macedonische koning Alexander de Grote en zijn opvolgers, de diadochen, in de jaren 334-301 v.Chr.

## Macedonië
Macedonië was een koninkrijk ten noorden van het eigenlijke Hellas dat, hoewel de bevolking Grieks sprak en de Griekse cultuur deelde, door de andere Grieken als half-barbaars werd beschouwd; tijdens Alexanders veroveringen werd het van stamland een buitengewest. 

Philippus II van Macedonië had in 338 v.Chr. de meeste Griekse stadstaten onderworpen. Hij had het plan opgevat om het inmiddels verzwakte Achaemenidische Rijk te onderwerpen, dat al eeuwen de aartsvijand van de Griekse poleis was. Nadat Philippus was vermoord in 336 v.Chr. besloot zijn zoon en opvolger Alexander dit plan te verwezenlijken; hij stak met zijn legers de Bosporus over naar Anatolië.

## Veroveringen van Alexander de Grote

### Anatolië en de Levant

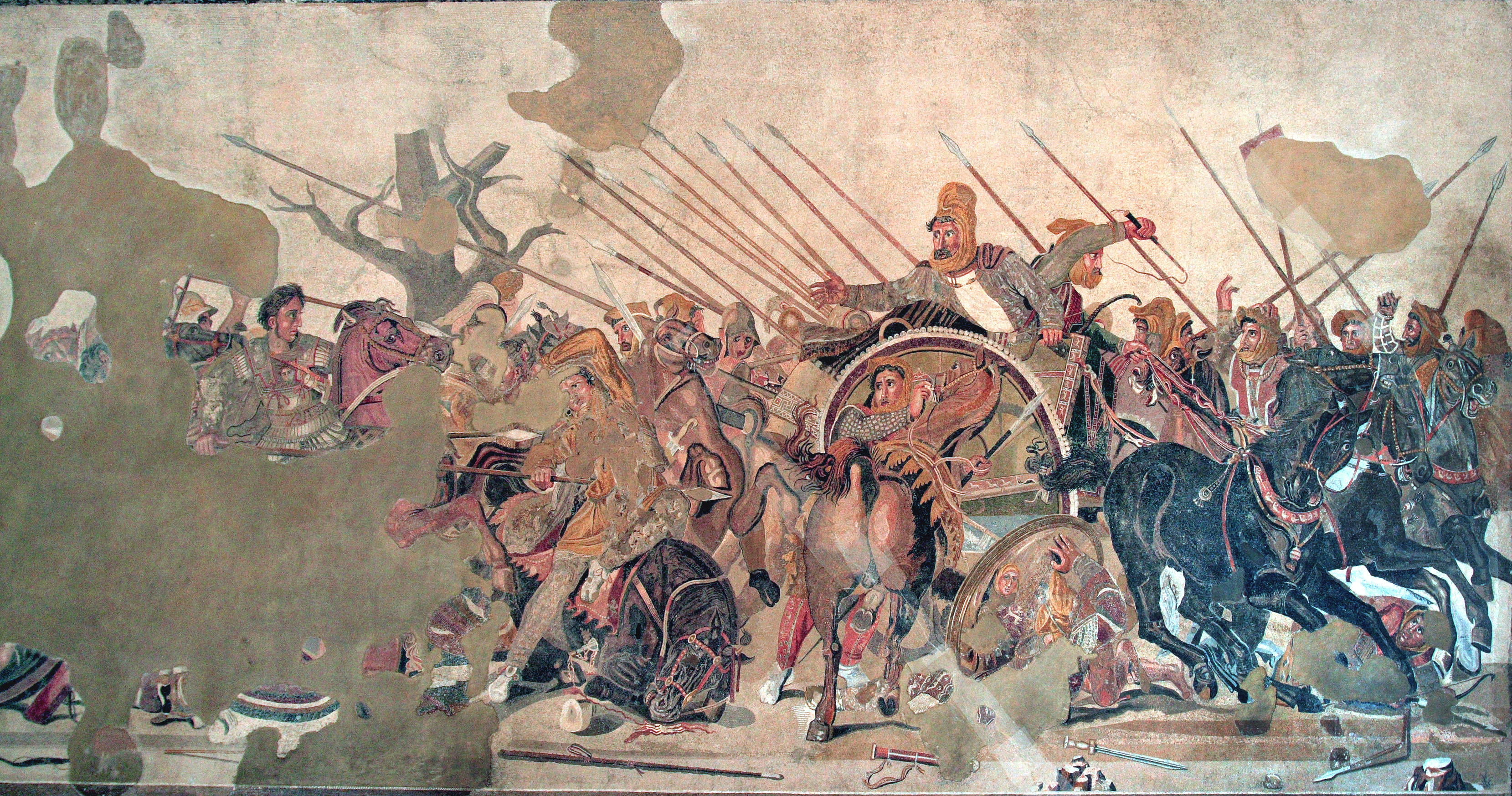
De Alexandermozaïek, waarop de Slag bij Issus is afgebeeld.

Hoewel Alexander de Grote met slechts 30.000 man infanterie en 5000 ruiters de Bosporus overstak, wilde hij het opnemen tegen de Perzen die numeriek ver in de meerderheid waren, en met een wonderbaarlijk succes. In Anatolië kregen de Achaemenidische Perzen onder sjah Darius III hun eerste nederlaag tegen de Macedoniërs te verduren bij de slag aan de Granikos in 334 v.Chr. Na een tweede nederlaag in het oosten van Anatolië, de slag bij Issus in 333 v.Chr. kon hij vrijwel ongehinderd verder oprukken in het Achaemenidische rijk. Andere beroemde veldslagen zijn onder andere het beleg van Tyrus, waarbij de mannen van Alexander het eiland dat op 400 meter van het vasteland lag, door een dam verbonden met het vasteland en zo de 'onneembare stad' veroverden, maar waarbij ze als wraak voor de weerstand van de bewoners een groot deel van hen afslachtten en de overlevenden als slaaf verkochten. Na Tyrus ging hij naar het zuiden, waar hij Jeruzalem ongehinderd binnen kon rijden, omdat het treurige lot van Tyrus daar inmiddels bekend was.

### Egypte en Mesopotamië
Alexander trok verder naar het zuiden en veroverde vrijwel ongehinderd Egypte waar hij door de bevolking als bevrijder van het Perzische juk werd gezien, waar hij de beroemde stad Alexandrië stichtte in de Nijldelta, later eeuwenlang de grootste en belangrijkste stad van Egypte. Hier liet hij zich kronen tot farao van Egypte en regeerde zo over het land van de Nijl. Overigens stichtte Alexander nog vele andere steden in de volgende jaren, die hij ook bijna allemaal Alexandria noemde, maar de Nijlstad is de bekendste gebleven en ook in naam nog goed herkenbaar.
Hierna richtte Alexander zich weer op het kerngebied van het Achaemenidische Rijk en door de slag bij Gaugamela (331 v.Chr.) was dit zo goed als gebroken. Hierna trok Alexander naar Babylon en ook deze stad viel in oktober 331 gemakkelijk in zijn handen. Dit kwam echter ten dele doordat de gevangen Joden en Babylonische priesters de Macedoniërs hielpen door de poorten te openen en Alexander aanwijzingen te geven de Eufraat om te leiden, zodat ze via de onbeschermde haven de stad konden binnendringen. Zo had Alexander de Grote het hele Tweestromenland in handen. Hij stak tijdens een groot feest de Achaemenidische hoofdsteden Persepolis en Soesa in brand, en maakte Babylon tot de nieuwe hoofdstad van zijn eigen rijk.

### Oostwaarts

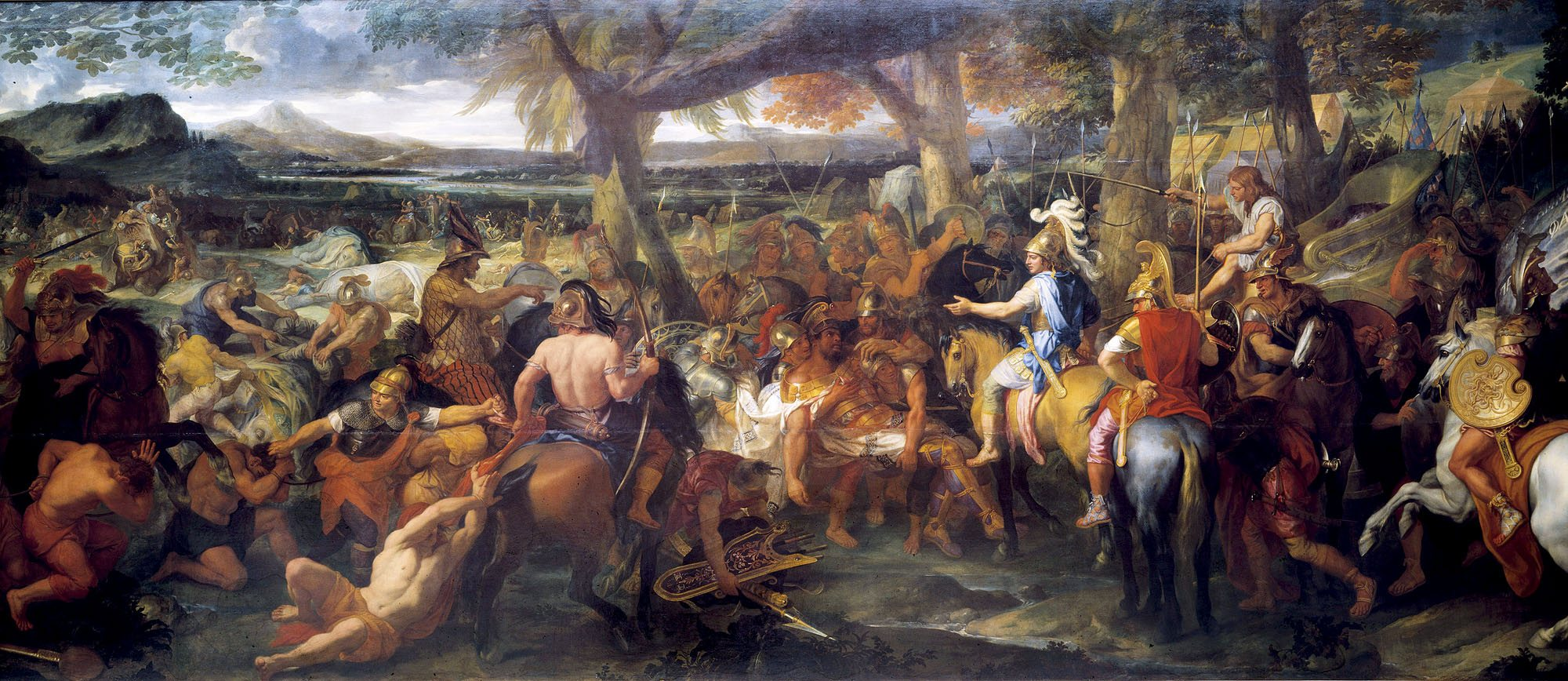
Een 17e-eeuwse voorstelling van een ontmoeting tussen Alexander en Poros.

Hierna trok Alexander verder naar het oosten, naar de oostelijke grenzen van het Achaemenidische Rijk waar hij optrok in de richting van de rivier de Indus aan de grenzen van India. Hij veroverde Parthië en Bactrië en versloeg de Indische koning Poros in de Slag bij de Hydaspes (326 v.Chr.), waardoor hij befaamd werd omdat de Indiase legers met krijgsolifanten vochten. Alexander plande nieuwe veldtochten naar het zuiden, in de richting van Sri Lanka, maar moest die afblazen vanwege problemen in Griekenland zelf en omdat zijn soldaten, die al acht jaar niet thuis waren geweest, massaal aan het muiten gingen. Hij ging op de terugweg en maakte nieuwe plannen voor veroveringen, voor o.a. het Arabisch schiereiland en het handelsimperium Carthago, maar onderweg stierf hij in de stad Babylon (323 v.Chr.).

### Alexanders motivatie
Alexander de Grote was niet zomaar een ordinaire veroveraar die meer land en macht wilde hebben over andere volkeren. Hij wilde een wereldrijk stichten waarin de Perzen werden verslagen omdat ze de erfvijand van alle Grieken waren, en hij wilde een vrije wereld waarin een heerser alles beheert, zodat er geen oorlogen meer waren tussen volkeren en stadstaten. Dan zou de handel opbloeien en de mensen zouden sterk en 'haast goddelijk' worden in zijn woorden. Dit blijkt maar al te goed uit het feit dat Alexander de Grote zich in Alexandrië tot farao van Egypte liet kronen, waardoor hij in de ogen van de Egyptenaren haast een godheid werd. Hij wilde ook doorgaan tot 'het einde van de wereld', wat volgens de oude Griekse boeken aan de rivier de Indus in het verre oosten was. Alexander de Grote bereikte deze rivier inderdaad, maar merkte dat hier niet het einde van de wereld was maar dat achter de rivier het mysterieuze Indiase rijk lag, machtig ondanks haar nederlaag tegen de optrekkende Grieken. Zoals eerder is verteld plande Alexander een aanval op dit rijk, maar door interne problemen in Griekenland en het lage moraal van de troepen werd deze afgeblazen. De Indus bleef de oostgrens van het Macedonische Rijk.

## Het rijk

### Koningen en regenten
| Alexander III de Grote (koning 336–323 v.Chr.)                                                                                             | Alexander III de Grote (koning 336–323 v.Chr.) | Alexander III de Grote (koning 336–323 v.Chr.) |
| --- | --- | ---------------------------------------------- |
| Philippos III Arrhidaios (koning 323–317 v.Chr.)                                                                                           | Perdikkas (rijksregent 323–320 v.Chr.) Arrhidaios & Peithon (rijksregenten 320 v.Chr.) Antipater (rijksregent 320–319 v.Chr.) Polyperchon (rijksregent 319–316 v.Chr.) Kassander (rijksregent 317–311 v.Chr.) | Alexander IV (koning 323–310 v.Chr.)           |
| Antigonos Monophthalmos (nominaal rijksregent 311–306 v.Chr., feitelijk beperkt tot Klein-Azië)                                            | |                                                |
| Antigonos Monophthalmos & Demetrios Poliorketes (zelfuitgeroepen koningen 306–301 v.Chr., feitelijk beperkt tot Klein-Azië en Griekenland) | |                                                |
| Einde van het Macedonische Rijk in 301 v.Chr. na de Slag bij Ipsos. Daarna stichting van de diadochenrijken.                               | |                                                |

### Identiteit van de heerschappij

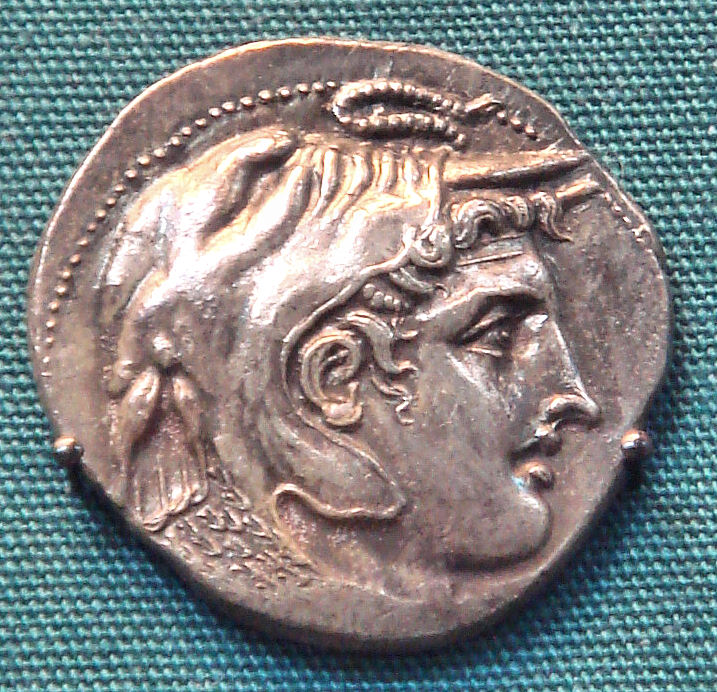
Alexander met olifantenscalp, symbool van zijn Indische veroveringen.

De 'Zon van Vergina'.

Er is in de geschiedschrijving geen eenduidigheid over hoe het rijk dat Alexander de Grote stichtte genoemd moet worden. Alexander zelf had zichzelf vier vorstelijke titels toegeëigend, namelijk Koning van Macedonië (geërfd van zijn vader in 336 v.Chr.), Farao van Egypte (bij de verovering in 332 v.Chr.), Koning van Azië (na de zege bij Gaugamela in 331 v.Chr.) en Sjahansjah van Perzië, maar er bestond geen titel die sloeg op zijn volledige machtsgebied. Hij combineerde deze identiteiten om zowel voor de Macedoniërs en Grieken, Egyptenaren en Aziaten een heerser te zijn; hij nam Aziatische kleding en gebruiken over, huwde de inheemse prinses Roxane en moedigde zijn generaals en stadhouders aan hetzelfde te doen om zo de culturen te vermengen. De Perzische bestuursstructuur van satrapieën werd in stand gehouden en zelfs uitgebreid naar Thracië.
Vaak wordt het benamingsvraagstuk opgelost door te spreken over het 'Rijk van Alexander de Grote' (zoals in ook in het Frans 'l'empire d'Alexandre le Grand'), of het 'Alexandrijnse Rijk' ('Alexandrian Empire' in het Engels; in het Duits spreekt men van Alexanderreich, 'Alexanderrijk') maar dat gaat voorbij aan de feiten dat de staat na zijn dood nog zou voortbestaan tot zij in 301 v.Chr. voorgoed gesplitst werd. Het rijk werd al sinds 310 v.Chr. niet meer geregeerd door iemand uit Alexanders geslacht, maar door de diadochen (='opvolgers'), die feitelijk al sinds 323 v.Chr. de scepter zwaaiden. Ook het 'Griekse Rijk' is niet algemeen aanvaard, omdat er, zeker destijds, een sterk onderscheid werd gemaakt tussen 'echte Grieken' en 'Macedoniërs', en er verwarring is met het Byzantijnse/Oost-Romeinse Rijk, dat weleens informeel het 'Griekse Keizerrijk' wordt genoemd. Het 'Macedonische Rijk' is een compromis omdat zowel Grieken als Macedoniërs het bestuurden, maar men Macedonische vorsten had, Alexander de Grote natuurlijk voorop. In onder meer het Frans bestaan er nog andere compromissen zoals het 'Grieks-Macedonische Rijk' (empire gréco-macédonien).
Er is heden discussie over een symbool, de zogenoemde Zon van Vergina, in 1977 gevonden door de Griekse archeoloog Manolis Andronikos op een fraai versierd kistje waar mogelijk de botten van Philippos II in zaten. Andronikos legde dit uit als een symbool voor het gehele Macedonische Rijk, of in ieder geval van de Argeadische dynastie, maar dat is omstreden, omdat al ver vóór het ontstaan hiervan er in de Griekse kunst gebruik werd gemaakt van gelijkvormige 'zonnen' of 'sterren'. Niettemin is nadien in zowel Noord-Macedonië als Grieks-Macedonië de Zon van Vergina gebruikt in vlaggen en wapens en is zij onderdeel geworden van het Macedonisch naamconflict.

## Het Macedonische Rijk na de dood van Alexander de Grote

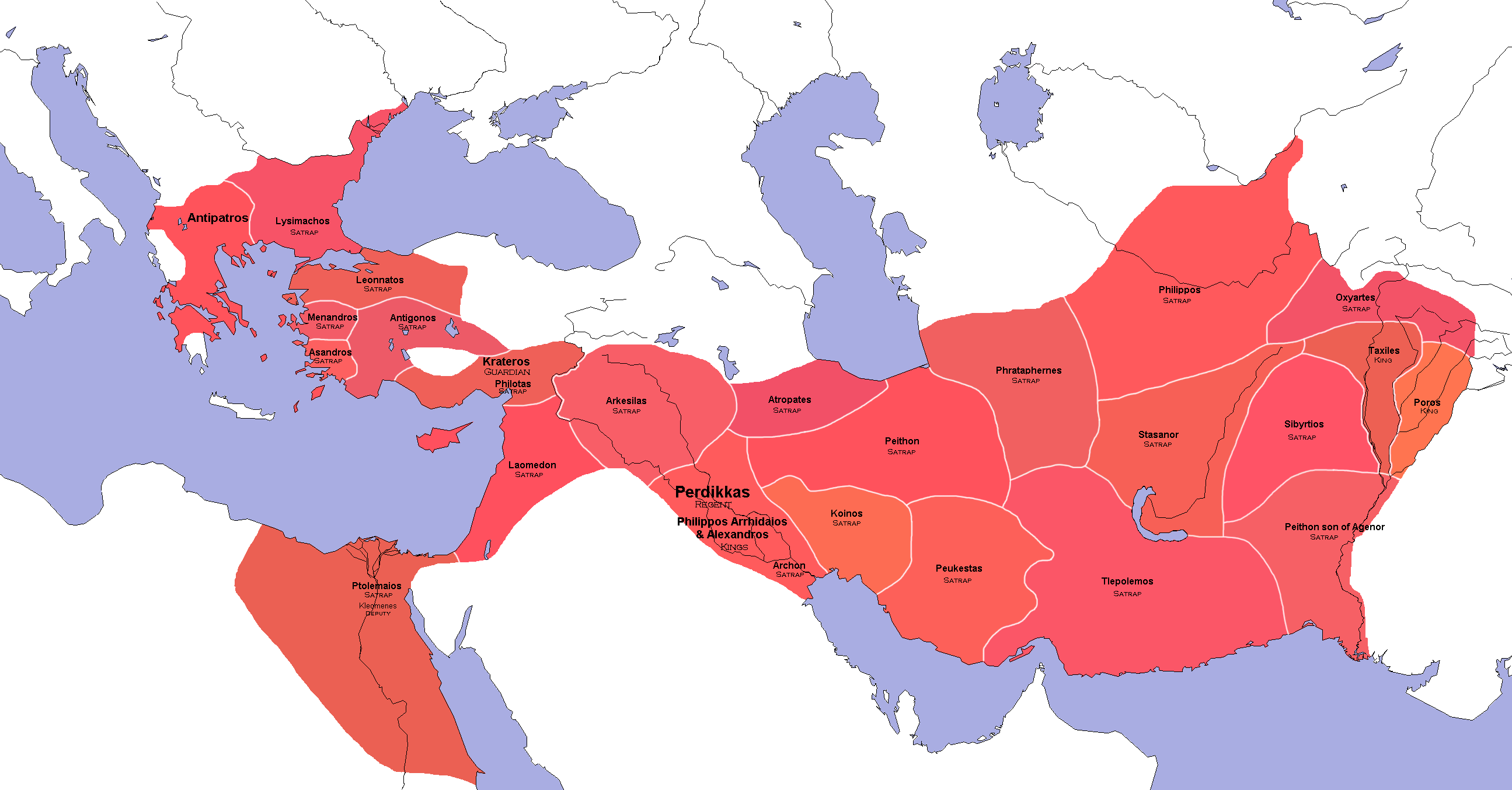
De Rijksdeling van Babylon (322 v.Chr.); de Macedonische koningen, satrapen en regenten met hun ambtsgebieden.

Na de dood van Alexander in Babylon braken er vrijwel meteen oorlogen uit tussen de diadochen over de opvolging van de troon over dit reusachtige rijk. De Rijksdeling van Babylon in 322 v.Chr. zorgde voor een nieuwe staatsorde waarin Alexanders zwakzinnige broer Philippos Arrhidaios en zijn pasgeboren zoon Alexander IV koning zouden zijn, met Perdikkas als regent. De diadochen spraken af om als een eenheid te regeren, maar daar kwam niets van terecht, omdat ze tegen elkaar oorlogen voerden in plaats van tegen de volkeren die het rijk omringden en bedreigden. Ondertussen kon een anti-Macedonische opstand in Griekenland maar ternauwernood worden bedwongen door de achtergebleven regent Antipater (Lamische Oorlog 323-322 v.Chr.), die na de moord op Perdikkas in 321 v.Chr. rijksregent werd.
Met de formele koningen liep het slecht af; Alexander de Grotes moeder Olympias liet Philippos Arrhidaios in 317 v.Chr. vermoorden om zo haar kleinzoon Alexander IV alleen op de troon te krijgen, maar Kassander liet hem terechtstellen in 310 v.Chr. In feite hebben zij nooit enige macht gehad; die lag bij de rijksregenten, hoewel dezen deden alsof de koningen heersten. Nog tot 304 v.Chr. hield men in officiële documenten de schijn op dat Alexander IV nog steeds leefde en koning was over het rijk.

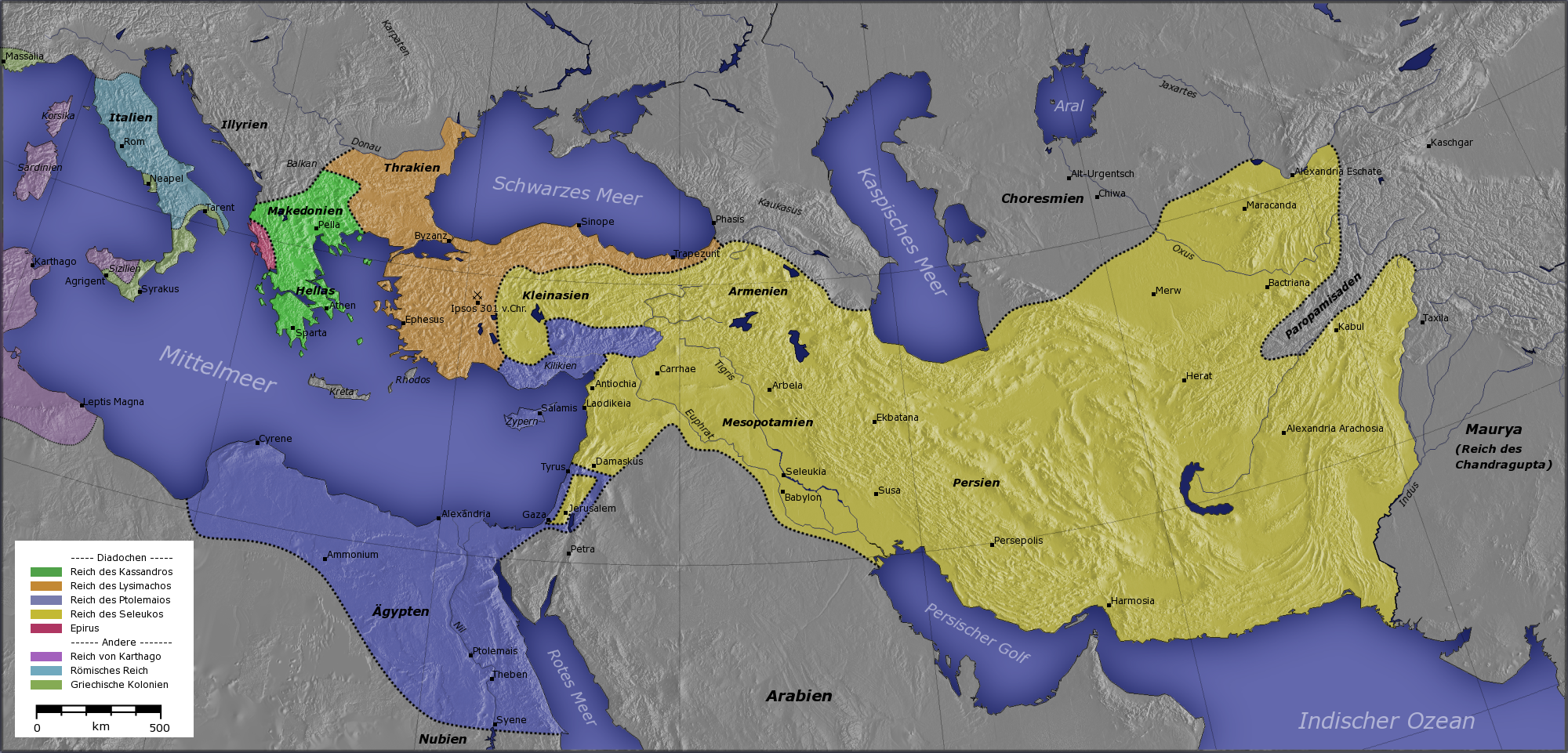
Diadochenrijken na 301 v.Chr.:
Koninkrijk van Ptolemaios (Ptolemeïsch Egypte)
Koninkrijk van Kassander (Macedonië en Griekse poleis)
Koninkrijk van Lysimachos (Thracië en West-Klein-Azië)
Koninkrijk van Seleukos (Seleukidische Rijk)
Andere rijken:
Epirus
Carthago
Rome
Griekse koloniën

De Babylonische satraap Seleukos I moest in 316 v.Chr. zijn satrapie ontvluchten en zocht zijn heil aan het hof van Ptolemaios, satraap van Egypte, maar hij wist in 311 terug te keren en zich uit te roepen tot strateeg van Azië. Dat bracht hem in conflict met de satraap van Midden-Anatolië Antigonos I Monophthalmos, die zojuist rijksregent was geworden, wat vervolgens uitmondde in de Babylonische Oorlog (311-309 v.Chr.). Daarna moest Antigonos Seleukos erkennen als heerser over de oostelijke gebieden van het rijk.
In 305 v.Chr. riepen Antigonos Monophthalmos en zijn zoon Demetrios Poliorketes zichzelf uit tot koningen over het gehele rijk. Andere diadochen volgden hun voorbeeld en eisten eveneens Alexanders erfenis op; oorlog werd nu openlijk gevoerd.
De slag bij Ipsos (301 v.Chr.), waarbij Antigonos verloor en sneuvelde, bezegelde de splitsing van het Macedonische Rijk in vier delen, met Seleukos als koning over Mesopotamië, Syrië, Perzië en het huidige Afghanistan en Beloetsjistan, Ptolemaios als koning over Egypte en Palestina, Lysimachos koning over Thracië en West-Anatolië en Kassander over Macedonië en Griekenland.